# Boarmia similaris
Boarmia similaris är en fjärilsart som beskrevs av Moore 1887. Boarmia similaris ingår i släktet Boarmia och familjen mätare. Inga underarter finns listade i Catalogue of Life.